# Athifloden
Athifloden, eller Athi-Galanafloden efter sine to dele, er Kenyas næst længste flod efter Tanafloden. Athifloden har givet navn til byen Athi River syd for Nairobi.
Athifloden kommer fra højlandet syd for Nairobi og løber 390 kilometer senere ud i det Indiske Ocean. Den passerer på vegen gennem Tsavo East nationalpark, hvor den er rig på krokodiller og flodheste. Flodens anden halvdel kaldes Galanafloden eller Sabakifloden. Flodens største biflod er Tsavofloden. Til de mange mindre bifloder hører Nairobifloden.
3°09′S 40°08′Ø / 3.150°S 40.133°Ø